# Boos (Seine-Maritime)
Boos ist eine französische Gemeinde im Département Seine-Maritime in der Region Normandie. Die Gemeinde befindet sich im Arrondissement Rouen, ist der Hauptort (chef-lieu) des Kantons Le Mesnil-Esnard. Die Gesamtbevölkerung betrug zum 1. Januar 2022 426 Einwohner.

## Geographie
Boos liegt wenige Kilometer südöstlich von Rouen. Umgeben wird Boos von den Nachbargemeinden Franqueville-Saint-Pierre im Norden und Nordwesten, Montmaine im Nordosten, La Neuville-Chant-d’Oisel im Osten, Pîtres und Quévreville-la-Poterie im Süden sowie Saint-Aubin-Celloville im Westen und Südwesten.
Durch die Gemeinde führt die frühere Route nationale 14. Im Gemeindegebiet liegt auch der Flughafen Rouen.

## Bevölkerungsentwicklung
| Bevölkerungsentwicklung | Bevölkerungsentwicklung | Bevölkerungsentwicklung | Bevölkerungsentwicklung | Bevölkerungsentwicklung | Bevölkerungsentwicklung | Bevölkerungsentwicklung | Bevölkerungsentwicklung | Bevölkerungsentwicklung |
| ----------------------- | ----------------------- | ----------------------- | ----------------------- | ----------------------- | ----------------------- | ----------------------- | ----------------------- | ----------------------- |
| Jahr                    | 1962                    | 1968                    | 1975                    | 1982                    | 1990                    | 1999                    | 2006                    | 2011                    |
| Einwohner               | 674                     | 767                     | 1012                    | 1236                    | 2487                    | 2870                    | 3065                    | 3292                    |

## Sehenswürdigkeiten

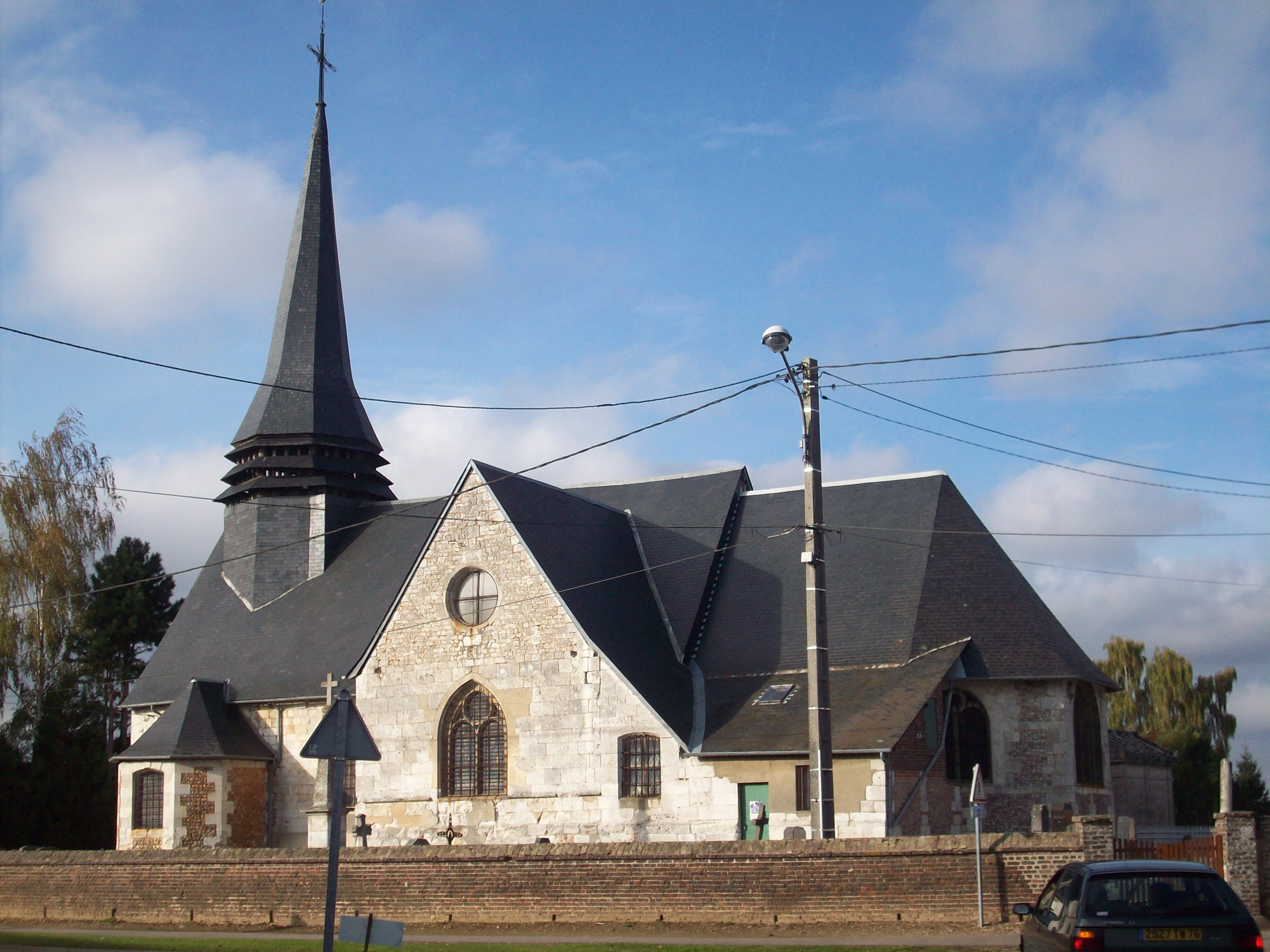
Kirche Saint-Sauveur

- Kirche Saint-Sauveur aus dem 13. Jahrhundert mit Umbauten aus dem 16. und 17. Jahrhundert
- Häuser und Columbarium der Abtei von Saint-Amand aus dem 16. Jahrhundert; der Fliesenboden des Columbariums wurde von Masséot Abaquesne 1530 gestaltet

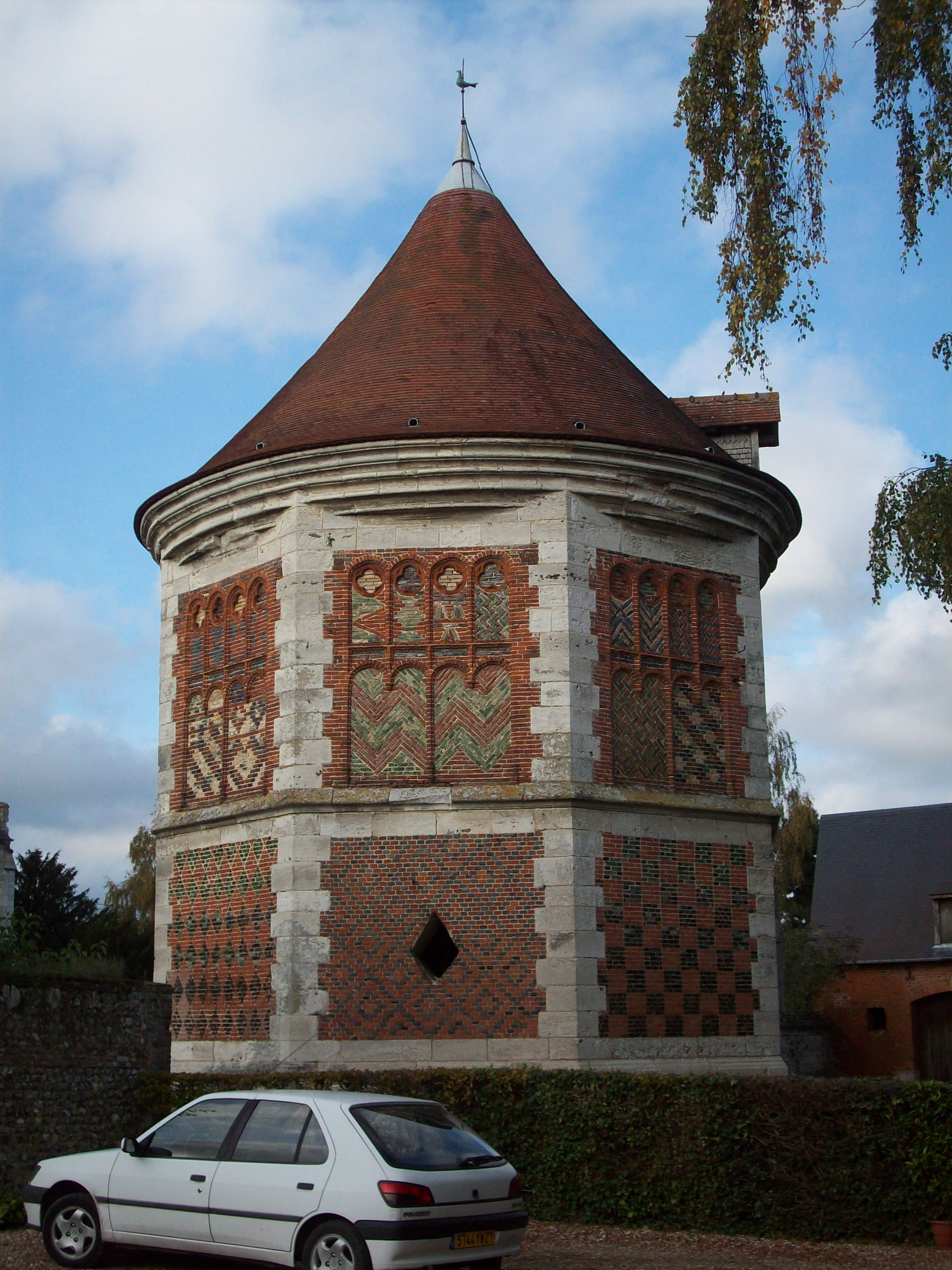
Columbarium

- Reste der mittelalterlichen Burg